# Jason Connery
Jason Connery (Marylebone, London, Anglia, 1963. január 11. –) angol színész.
Apja Sean Connery skót színész, anyja Diane Cilento ausztrál színésznő.

## Filmjei
- Az ördög kriptája rendező
- A sárkány nyomában 2009) színész
- Pusztító járvány (2008) rendező
- Kaliforniai karácsony (tévéfilm, 2007) színész
- (Brotherhood of Blood) (2007) színész
- Fénysebességen (2006) színész
- Rémségek völgye (2005) színész
- Állatkert a cipősdobozban (tévésorozat, 2004) színész
- Ikrek akcióban (Akcióban Mary-Kate és Ashley) (tévésorozat, 2001) hangszínész
- Jackie Chan: Új csapás (2000) színész
- Kísértett város (1998) színész
- Merlin: A kőbe zárt kard (tévéfilm, 1998) színész
- Éjféli ügynök (1996)
- (Successor) (1996) színész
- Pekingi kapcsolat (1995) színész
- Dzsamila (1994) színész
- Az éden ösvényei (tévéfilm 1992) színész
- (The Sheltering Desert) (1992) színész
- (Mountain of Diamonds) (tévéfilm, 1991) színész
- A Lenin-vonat (tévéfilm, 1990) színész
- Ian Fleming titkos élete (tévéfilm, 1990) színész
- Csizmás kandúr (1988) színész
- (Bye Bye Baby) (1988) színész
- (La Venexiana) (1986) színész